# Артиллерия сопровождения

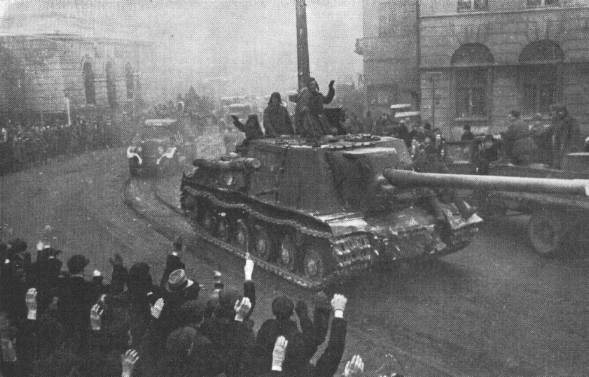
Советские самоходные установки ИСУ-122 во время освобождения города Лодзь
(1945 год).

Артиллерия сопровождения — исторический термин времён Великой Отечественной войны, которым обозначались отдельные артиллерийские орудия, а также подразделения полковой, батальонной и приданной самоходной артиллерии, предназначенные для непосредственной огневой поддержки передовых частей, ведущих наступление.
В Русской Армии её функции исполняла лёгкая артиллерия. В соответствии с современными представлениями, задачи непосредственной поддержки наступающих войск более не являются прерогативой артиллерии сопровождения; они выполняются самоходной артиллерией, мобильными артсистемами из состава полковой и батальонной артиллерии, безоткатными орудиями и комплексами ПТУРС.

## Боевое применение
... «артиллерийское наступление заключается в непрерывной поддержке пехоты массированным действительным огнем артиллерии в течение всего периода наступления. Артиллерийский огонь должен вести за собой пехоту и танки в атаку от одного объекта обороны к другому». ...— Боевой устав пехоты (БУП-42), М., Воениздат (ВИ), 1942 год.
Артиллерия сопровождения состояла из огневых средств, способных по своим тактико-техническим параметрам и организационным данным действовать в боевых порядках наступающей пехоты и танков, перемещаясь вместе с ними и подавляя цели в их интересах. Её основными задачами было уничтожение сил противника, задерживающих развитие наступления, отражение контратак и обеспечение закрепления на захваченных рубежах; как правило, она вела огонь прямой наводкой.
Во время боёв на фронтах Великой Отечественной войны советскими войсками широко практиковался следующий порядок использования самоходных орудий артиллерии сопровождения: самоходные артиллерийские полки действовали совместно с танками непосредственной поддержки пехоты и придавались танковым частям побатарейно из расчёта, чтобы одна САУ обеспечивала огневой поддержкой один — два танка. Перед атакой САУ сопровождения выстраивались за первой линией танков и наступали перекатами от рубежа к рубежу, следуя за линией танков на удалении не более 400 метров, ведя огонь с места или с коротких остановок. Если танки поддержки пехоты выстраивались в два эшелона, то САУ сопровождения поддерживали огнём первый из них, который шёл в атаку совместно с мотострелками танковых бригад. Второй эшелон танков продвигался следом за ними, действуя из боевых порядков первого эшелона пехоты.